# 汉兵马俑
汉兵马俑通常指出土于狮子山汉楚王墓陪葬坑中的西汉彩绘陶兵马俑，1984年12月于江苏省徐州市东郊狮子山西麓发现，部分出土文物藏于中国国家博物馆，由徐州博物馆清理發掘。1985年原址建立汉兵马俑博物馆。
汉兵马俑分布于四个俑坑内，一、二、三号坑东西向平行排列，四号坑在一、二、三号坑东端，为南北向。四个俑坑共出土兵马俑2300余件，均为陶质，且有彩绘，但多数已脱落。陶俑的种类繁多，有官员俑、卫士俑、发辫俑、甲士俑等10多种。
1991年7月，汉兵马俑坑的主墓即狮子山汉楚王墓被找到，1994－1995年被发掘清理。1996年，狮子山汉兵马俑坑与狮子山汉楚王墓一起被列入第四批全国重点文物保护单位汉楚王墓群。

二號坑
四號坑